# El Villar de Arnedo
El Villar de Arnedo és un municipi de la Rioja, a la regió de la Rioja Baixa.